# Josep Maria Carreté i Nadal
Josep Maria Carreté Nadal (Vilaseca, 1963) es un museólogo español, actual gerente del Museo de Arte Contemporáneo de Barcelona. 
Fue socio fundador de una de las primeras empresas especializadas en intervenciones arqueológicas y proyectos de patrimonio, CÒDEX SCCL, ha escrito numerosos artículos sobre arqueología romana en Cataluña y sobre las minas neolítiques de can Tintorer. Dirigió el proyecto del Parque Arqueológico de las Minas Prehistóricas de Gavá y fue director-gerente del Museo de Gavá (1990-1997 y 2000-2006). Entre 1997 y 1999 dirigió el Museo Nacional Arqueológico de Tarragona, donde puso en marcha los centros de interpretación de las villas romanas de la Villa dels Munts y de Centcelles. Más tarde dirigió también el Museo de Arqueología de Cataluña (1999-2000), cargo que dejó para trabajar en el sector privado. Entre 2006 y 2009 fue director general de Patrimonio Cultural de la Generalidad de Cataluña. Entre 2012 y 2016 fue el gerente del Museo Nacional de Arte de Cataluña, y el julio del mismo año fue nombrado gerente del MACBA. 